# Dan Hinote
Daniel Chester „Dan“ Hinote (* 30. Januar 1977 in Leesburg, Florida) ist ein ehemaliger US-amerikanischer Eishockeyspieler und derzeitiger -trainer, der im Verlauf seiner aktiven Karriere zwischen 1994 und 2010 unter anderem 575 Spiele für die Colorado Avalanche und St. Louis Blues in der National Hockey League auf der Position des rechten Flügelspielers bestritten hat. Seinen größten Karriereerfolg feierte Hinote in Diensten der Colorado Avalanche mit dem Gewinn des Stanley Cups im Jahr 2001. Seit dem Ende seiner aktiven Karriere ist er als Trainer aktiv.

## Karriere

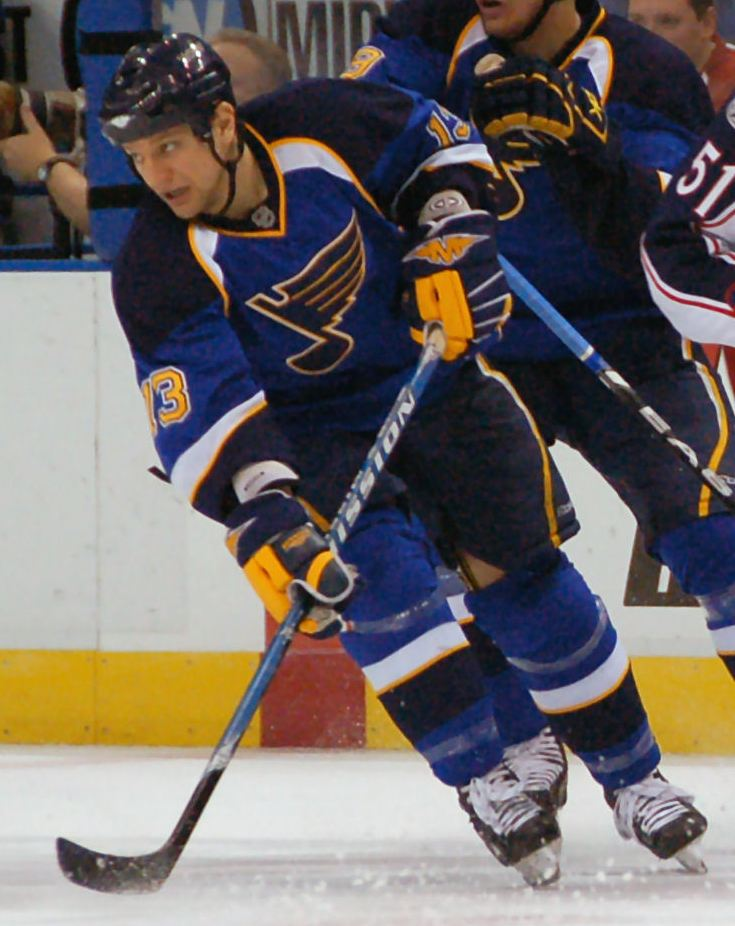
Hinote im Trikot der St. Louis Blues

Der 1,83 m große Flügelstürmer begann seine Karriere im Team der United States Military Academy im Spielbetrieb der Collegeorganisation NCAA, bevor er beim NHL Entry Draft 1996 als 167. in der siebten Runde und zugleich erster Spieler der Military Academy in einem Draft von der Colorado Avalanche ausgewählt (gedraftet) wurde.
Zunächst wechselte der Rechtsschütze in kanadische Juniorenliga OHL, wo er anderthalb Spielzeiten bei den Oshawa Generals verbrachte. Anschließend ging Hinote zu den Hershey Bears, dem Farmteam der Avalanche in der American Hockey League. In der Saison 1999/00 schaffte der Stürmer erstmals den Sprung in den NHL-Kader des Franchises aus Denver, innerhalb von nur einer Spielzeit wurde Hinote zum Stammspieler bei den Avalanche. Mit Colorado konnte Hinote schließlich 2001 den Stanley Cup, die nordamerikanische Eishockeymeisterschaft, gewinnen, den Lockout in der Saison 2004/05 verbrachte er bei MODO Hockey Örnsköldsvik in der schwedischen Elitserien.
Nach der Spielzeit 2005/06 wurde Hinotes Vertrag in Denver nicht verlängert, sodass er am 3. Juli 2006 als Free Agent von den St. Louis Blues verpflichtet wurde. Aufgrund einer Schulterverletzung konnte der Angreifer in seiner ersten Saison in St. Louis nur 41 Spiele absolvieren, 2007/08 musste er aufgrund einer Hüftverletzung 24 Partien lang pausieren.
Nach der Saison 2008/09 konnte er zunächst keinen neuen Club finden und wurde ein sogenannter Unrestricted Free Agent. Zwar bestritt er das saisonvorbereitende Trainingscamp der San Jose Sharks, konnte sich dort aber nicht für einen Kontrakt empfehlen. Erst im November 2009 wurde er erneut von MODO Hockey Örnsköldsvik unter Vertrag genommen. Dan Hinote beendete mit Ablauf der Saison 2009/10 seine Karriere als aktiver Sportler und unterschrieb am 1. Juli 2010 einen Vertrag als Assistenztrainer bei den Columbus Blue Jackets. Nach vier Jahren in dieser Funktion verlängerte er seinen Vertrag im Sommer 2014 nicht, blieb der Organisation jedoch bis zum Ende der Saison 2017/18 als Scout erhalten.
Anschließend verbrachte Hinote zwei Jahre als Assistenztrainer beim USA Hockey National Team Development Program, ehe er zur Saison 2020/21 in gleicher Position in die NHL zurückkehrte, wo er fortan für die Nashville Predators aktiv war. Dort war er bis zum Ende der Saison 2023/24 in dieser Funktion aktiv.

## Erfolge und Auszeichnungen
- 1997 J.-Ross-Robertson-Cup-Gewinn mit den Oshawa Generals
- 2000 Teilnahme am AHL All-Star Classic
- 2001 Stanley-Cup-Gewinn mit der Colorado Avalanche

## Karrierestatistik
(Legende zur Spielerstatistik: Sp oder GP = absolvierte Spiele; T oder G = erzielte Tore; V oder A = erzielte Assists; Pkt oder Pts = erzielte Scorerpunkte; SM oder PIM = erhaltene Strafminuten; +/− = Plus/Minus-Bilanz; PP = erzielte Überzahltore; SH = erzielte Unterzahltore; GW = erzielte Siegtore; 1 Play-downs/Relegation; Kursiv: Statistik nicht vollständig)